# Paul Franck (théâtre)
Pour les articles homonymes, voir Paul Franck.
Paul Franck, né le 19 juin 1870 à Paris (16e arrondissement) et mort le 19 mai 1947 à Nice (Alpes-Maritimes), est un homme de théâtre français. Il a été successivement et tout-à-la fois poète, mime, comédien et acteur de cinéma muet, danseur, chorégraphe, auteur d'opérettes et de pièces de boulevard, animateur des nuits parisiennes, découvreur de talents et directeur de théâtre. Il a en particulier dirigé l'Olympia de 1918 à 1928.

## Biographie
Paul Émile Franck est né dans le 16e arrondissement de Paris le 19 juin 1870 de Jules Franck, agent d'assurance, et Olympe Blum. Dans sa jeunesse, il écrit des poèmes et de courtes pièces qu'il réussit à faire publier dès 1887. De 1892 à 1898, il collabore au Mascarille, revue littéraire, artistique et théâtrale dont il devient directeur de la publication.
Attiré par la scène, il se produit en interprétant des pantomimes de son cru. Il maîtrise ce genre alors en vogue, et ses œuvres, comme La Romanichelle, sont interprétées par d'autres artistes comme Colette en 1906. Il écrit également des opérettes, comme Little Jap (sur une musique d'Édouard Mathé), donnée en 1908 aux Folies Bergère. Le cinéma, alors muet, lui ouvre de nouveaux horizons. Plusieurs rôles lui sont offerts, comme le rôle principal du  Roman de la momie réalisé en 1906 par Albert Capellani.
Mais le domaine dans lequel il donnera le meilleur de lui-même est la direction des salles de spectacles. En effet, sa grande connaissance, tant des auteurs et des compositeurs que des artistes interprètes, lui permet de composer des programmations qui connaissent un grand succès. Il administre d'abord le théâtre du Gymnase (1899) à Paris, puis le théâtre de l'Empire qu'il transforme en 1906 en café-concert. Désireux de posséder son propre théâtre, il crée en 1912 le théâtre Impérial, toujours à Paris. Il y met en scène des comédies musicales interprétées entre autres par les chanteurs Charles Collet et Henry Dax, la cantatrice Romanitza ou les acteurs Pierre Etchepare et Peggy Vere, et s’y produit lui-même avec sa partenaire la danseuse italienne Maria Modari.
Pendant la Grande Guerre, alors directeur du Théâtre Impérial et de l'Empire, il se montre un opposant irréductible à la censure du théâtre. Les théâtres ont en effet été fermés par les autorités. Au sortir de la guerre, Léon Volterra confie à Paul Franck la direction de l'Olympia. Celui-ci abandonne alors la direction de son Théâtre Impérial. Sous sa houlette, l'Olympia propose dans sa programmation, en plus des comédies, opérettes et vaudevilles habituels, des chanteurs et des chanteuses, comme Fragson, Maurice Chevalier, Fréhel, Damia, Marie Dubas et Lucienne Boyer. Franck reste à la tête de l'Olympia jusqu'en 1928.
Paul Franck est mort à Nice le 19 mai 1947. Il a écrit ses souvenirs qui n'ont jamais été publiés. Son manuscrit a été lu en 1962 par le critique littéraire du Figaro Guy Verdot qui a estimé qu'ils contenaient « des anecdotes connues sur Alphonse Allais ou sur Little Titch » et « des choses difficilement imprimables sur Colette et la marquise de Morny ».

## Œuvres notables

### Poésie
- 1887 : À l'École
- 1902 : Tanagra interprété par Cléo de Mérode.

### Pantomime
- 1892 : La Leçon d'amour interprétée par lui-même sur une musique de Mlle Maguéra
- 1905 : L'Espion, mimodrame en deux parties sur une musique d'Édouard Mathé
- 1906 : La Romanichelle jouée par Colette et lui-même à l'Olympia sur une musique d'Édouard Mathé
- 1908 : Griserie, pantomime mêlée de chants et de danses.

### Théâtre
- 1900 : Une fête à Séville, avec la Belle Otero (le toréador) au théâtre Marigny, reprise l'année suivante à l'Olympia.
- 1914 : Les Nuits de Paris, au Théâtre Impérial[4].

### Filmographie partielle
- 1910 : Le Noël du peintre de Georges Monca
- 1911 : Le Roman de la momie, film muet d'Albert Capellani (Lord Evandale).
- 1911 : Le Courrier de Lyon ou L'Attaque de la malle-poste d'Albert Capellani
- 1911 : Le Rideau noir d'Albert Capellani
- 1911 : Moderne Galathée de Georges Denola